# Pavel Kharchik
Pavel Mikhaïlovitch Kharchik (russe : Па́вел Миха́йлович Ха́рчик) (né le 5 avril 1979 à Douchanbé à l'époque en RSS du Tadjikistan et aujourd'hui au Tadjikistan) est un footballeur international turkmène d'origine russe qui évoluait au poste de gardien de but.

## Biographie

### Carrière en sélection
Pavel Kharchik fait ses débuts en équipe nationale du Turkménistan en 2004.
Il compte 8 sélections et 0 but avec l'équipe du Turkménistan entre 2004 et 2009. Il joue avec le FK Roubine de 2002 à 2005.

## Palmarès
- Champion du Turkménistan en 1999 avec Nisa Achgabat.
- Finaliste de la Coupe du Turkménistan en 2000 avec Nisa Achgabat.